# Gwilym Jenkins
Pour les articles homonymes, voir Jenkins.
Gwilym Meirion Jenkins, né le 12 août 1932 à Gowerton près de Swansea et mort le 10 juillet 1982 à Lancaster, est un statisticien et logisticien gallois. Il est passé à la postérité pour sa collaboration avec George Box sur les modèles autorégressifs à moyenne mobile appliqués aux séries chronologiques, aussi appelés « modèles de Box et Jenkins ».

## Biographie
Il obtint sa licence de mathématiques en 1953 et soutint sa thèse de mathématiques à l’University College London en 1956. Il épousa Margaret Bellingham qui lui donna trois enfants. Il fut d'abord ingénieur stagiaire au Royal Aircraft Establishment. Par la suite, il fut maître de conférence puis professeur dans différentes universités : Imperial College London, université Stanford, université de Princeton, et l’université du Wisconsin à Madison, avant de s'établir comme professeur d'ingénierie des systèmes à l’université de Lancaster en 1965. Ses premières recherches concernaient les modèles à temps discret appliqués à la chimie de synthèse.
Il continua d'enseigner jusqu'en 1974, date à laquelle il s'établit comme ingénieur consultant à Lancaster, où il avait fondé l’ISCOL (International Systems Corporation of Lancaster).
Il fut membre du conseil de recherche de la Royal Statistical Society dans les années 1960, fonda le Journal of Systems Engineering (1969), et exerça temporairement au Trésor au milieu des années 1970. Il était membre de l’Institute of Mathematical Statistics et de l’Institute of Statisticians.
Amateur de jazz (et de blues), c'était un pianiste accompli.
Il mourut du lymphome de Hodgkin en 1982.

## Écrits scientifiques
- Spectral analysis and its applications (en coll. avec D. G. Watts) 1968
- Time Series Analysis: Forecasting and Control (en coll. avec G. E. P. Box and Gregory C. Reinsel) 2008
- Practical experience with modelling and forecasting time series 1979
- Case studies in time series analysis (en coll. avec G. McLeod) 1983

## Sources
- G. E. P. Box, « Obituary: G. M. Jenkins, 1933-1982 », Journal of the Royal Statistical Society, a (General), vol. 146, no 2,‎ 1983, p. 205-206.